# خاوس ويليامز
كالين «خاوس» ويليامز (بالإنجليزية: Kalinn "Khaos" Williams؛ مواليد 30 مارس 1994) هو مُقاتل فنون قتالية مختلطة أمريكي.

## وصلات خارجية
- خاوس ويليامز على موقع يو إف سي (الإنجليزية)
- خاوس ويليامز على موقع شيردوغ (الإنجليزية)
- خاوس ويليامز على موقع Tapology.com (الإنجليزية)
- لا بيانات لهذه المقالة على ويكي بيانات تخص الفن